# Mauro Baranzini
Mauro Leo Baranzini (nacido el 31 de agosto de 1944 en Bellinzona, Suiza)  es un economista suizo de la escuela de pensamiento poskeynesiana de Cambridge. Fue alumno de Bruno Caizzi en la Scuola Superiore di Commercio de Bellinzona; de Pietro Balestra y Bernard Schmitt en la Universidad de Friburgo, Suiza; de David Soskice, John S. Flemming y Sir James A. Mirrlees en Oxford. Más tarde, mientras estaba en la Universidad de Cambridge, estuvo bajo la influencia de dos economistas poskeynesianos de alto nivel: Luigi Lodovico Pasinetti y Geoff Harcourt. Ha escrito extensamente en colaboración con Roberto Scazzieri, de las Universidades de Bolonia y Cambridge y de la Academia Lincei. Sus contribuciones se encuentran principalmente en el campo de la distribución de la renta y la riqueza, tanto a nivel macro como micro. En particular, ha incorporado fructíferamente al modelo poskeynesiano de distribución y acumulación la conocida teoría del ciclo de vida de Ando-Brumberg & Modigliani, dentro de un modelo de generaciones superpuestas y con una fuerte motivación de legado.

## Biografía
Mauro Baranzini nació en Bellinzona, Suiza, el 31 de agosto de 1944, hijo de Leo Johann Baranzini-Franki, trabajador ferroviario, y de Germana Nonella-Bassi de Sant'Antonino. (Su padre nació en Lucerna, hijo de una madre suiza alemana.) Estudió primero en las universidades suizas de Friburgo y Zúrich. En Friburgo obtuvo el doctorado en economía con una tesis sobre el crecimiento económico bajo la supervisión de Pietro Balestra, un conocido económetra. Poco después, en 1971, se le concedió una beca europea Florey del Queen's College, Oxford, un programa de subvenciones para atraer a prometedores académicos europeos a Oxford y, posteriormente, una beca de investigación senior de la Swiss National Science Foundation para realizar investigaciones en Oxford, Cambridge y Harvard. En Oxford, escribió una tesis de doctorado bajo la supervisión de David Soskice, John S. Flemming y Sir James A. Mirrlees. De 1975 a 1984 fue profesor y director de estudios económicos en The Queen's College, Oxford.
En 1984 regresó a Suiza. Después de una etapa en la Facultad de Ciencias Políticas de la Universidad Católica de Milán, en 1987 fue nombrado profesor titular de macroeconomía en la Universidad de Verona. En Suiza fue durante muchos años miembro (y luego presidente) del Comité de Investigación del Cantón de Ticino en nombre de la Fundación Nacional de Ciencias de Suiza, y cofundador del Centro de Estudios Bancarios en Lugano-Vezia.

## Carrera académica
De 1993 a 1997 fue miembro (y luego presidente) del Comité Directivo que sentó las bases de la Universidad Estatal de Lugano. Se desempeñó como presidente en funciones de esa universidad, y, desde 1997, ha sido profesor titular de teoría económica, vicepresidente (1998 a 2005) y presidente de la Facultad de Economía (2005-2009). En 2009 fue galardonado con el Premio Lincei de Economía, junto con Andreu Mas-Colell.  Ha contribuido a la teoría de la renta de Cambridge, la distribución de la riqueza y la acumulación, incorporando a la teoría poskeynesiana la conocida teoría microeconómica del ciclo de vida de Franco Modigliani, la hipótesis de una tasa de rendimiento diferente sobre el ahorro acumulado, y la existencia de una clase de rentistas puros.
De manera más general, se ha centrado en la aplicabilidad del teorema o ecuación de Kaldor / Pasinetti (es decir, de Cambridge) , según el cual la tasa de ganancias (igual a la tasa de interés) está determinada solo por la tasa de crecimiento del sistema y de la tasa de reinversión de la clase de los empresarios.
Su trabajo consistió en sentar las micro-bases de la teoría poskeynesiana de la distribución del ingreso y la acumulación de riqueza. Al considerar el análisis poskeynesiano de los sectores productivos, de la composición de la demanda y de la estructura de precios como un programa de investigación bien desarrollado, el autor se centra particularmente en el lado de la oferta de ahorros (tanto el ciclo de vida e intergeneracional), vinculado al comportamiento de individuos, familias y dinastías. Se examinan los mecanismos que llevan a las familias a distribuir su renta disponible entre el consumo, el ahorro y la transferencia de una determinada cantidad de sus recursos financieros a la siguiente generación (incluidos todos los tipos de activos). En el caso de un modelo estocástico, caracterizado por la existencia de oportunidades de inversión de dos niveles, el análisis de largo plazo del modelo muestra que la incertidumbre puede, en circunstancias generales, generar una sociedad de dos clases. Por lo tanto, este enfoque arroja luz adicional sobre los mecanismos que conducen a una acumulación diferente de la riqueza y las diferencias de clase.
Sus artículos se han publicado en: Oxford Economic Papers, Economic Journal, Kyklos, Australian Economic Papers, Swiss Journal of Economics and Statistics, Jahrbücher für Nationalökonomie und Statistik y otras publicaciones periódicas eruditas. Ha publicado, a menudo junto con Roberto Scazzieri, volúmenes con Oxford University Press ( A Theory of Wealth Distribution and Accumulation ), Cambridge University Press ( The Economic Theory of Structure and Change, recientemente publicado en rústica), Basil Blackwell, Oxford y Nueva York. ( Avances en teoría económica y fundamentos de la economía. Structure of Inquiry and Economic Theory ), Macmillan (junto con Geoff Harcourt, Ensayos en honor a Luigi L. Pasinetti ) así como con Routledge. A principios de la década de 1990, desató una controversia con Paul A. Samuelson y Koiki Miyazaki en Oxford Economics Papers sobre la validez del teorema de Keynes-Kaldor-Pasinetti de la teoría de la distribución.
Pasa parte del año en Cambridge, donde es miembro vitalicio del Darwin College, y en su chalet en los Alpes suizos. Recientemente ha publicado dos volúmenes sobre sus antepasados que se remontan al siglo XIV en el Cantón de Ticino, donde ha reconstruido las estrategias demográficas y los procesos de acumulación de riqueza a lo largo de seis siglos y casi veinte generaciones. Es miembro extranjero del Istituto Lombardo, Accademia di Scienze e Lettere, Milán, de la Academia Nacional de Lincei, Roma, así como miembro vitalicio del Queen's College, Oxford.

### En inglés
1. Mauro Baranzini (ed. ) Advances in Economic Theory, Oxford: Basil Blackwell, 1982 (reimpreso en 1983), en EE. UU .: Nueva York: St. Martin's Press, 1983, págs. X + 321.
2. Mauro Baranzini (con R. Scazzieri, eds) Fundamentos de economía. Estructuras de investigación y teoría económica, Oxford y Nueva York: Basil Blackwell, 1986, págs. Xii + 454.
3. Mauro Baranzini (con R. Scazzieri, eds) La teoría económica de la estructura y el cambio, Cambridge: Cambridge University Press, 1990, págs. Xiii + 347 (tapa dura).
4. Mauro Baranzini A Theory of Wealth Distribution and Accumulation, Oxford y Nueva York: Oxford University Press, 1991, págs. Xxvi + 262.
5. Mauro Baranzini (con GC Harcourt, eds) La dinámica de la riqueza de las naciones. Distribución del crecimiento y cambio estructural (Ensayos en honor a Luigi Pasinetti), Londres: Macmillan y Nueva York: St. Martin's Press, 1993, págs. Xiii + 424.
6. Mauro Baranzini (con A. Cencini, eds) Inflación y desempleo. Contribuciones a un nuevo enfoque macroeconómico, Londres y Nueva York: Routledge, 1996, págs. Viii + 192.
7. Mauro Baranzini, La diáspora de las familias Nonella y Bassi de Sant'Antonino, Canton Ticino, Suiza, del siglo XV al XXI, Bellinzona: SalvioniEdizioni, 2010, págs. 261.
8. Mauro Baranzini (con A. Quadrio Curzio) 'De Adam Smith a la dinámica estructural: la contribución de por vida de Luigi Pasinetti', artículo presentado en la conferencia 'La economía del cambio estructural: teoría, instituciones y políticas, en honor a Luigi L. Pasinetti, 2012, Gonville and Caius College, Cambridge.
9. Mauro Baranzini (con R. Scazzieri, eds) La teoría económica de la estructura y el cambio, Cambridge: Cambridge University Press, 2012, págs. Xiii + 347 (rústica).
10. Mauro Baranzini (con A. Mirante) 'The Cambridge Post-Keynesian School of Income and Wealth Distribution', en GC Harcourt y P. Kriesler (eds) The Oxford Handbook of Post-Keynesian Economics, 2013, op. cit., vol. I, 288–361.
11. Mauro Baranzini (con C. Rotondi y R. Scazzieri, eds) Recursos, producción y dinámica estructural, Cambridge: Cambridge University Press, 2015.
12. Mauro Baranzini (con C. Rotondi y R. Scazzieri) 'Recursos, producibilidad y dinámica económica: un marco', en M. Baranzini, C. Rotondi y R. Scazzieri (eds) Recursos, producción y dinámica estructural, op. cit., 1–32.
13. Mauro Baranzini (con A. Mirante) Compendio de economistas italianos en Oxbridge: Contribuciones a la evolución del pensamiento económico, 2016, Londres y Nueva York: Palgrave-Macmillan.
14. Mauro Baranzini (con PL Porta) 'Luigi Lodovico Pasinetti', en RA Cord (ed. ) The Palgrave Companion to Cambridge Economics, 2017, Londres y Nueva York: Palgrave-Macmillan, 979–1001.
15. Mauro Baranzini (con A. Mirante) Luigi L.Pasinetti: An Intellectual Biography, Leading Scholar y System Builder de la Cambridge School of Economics, 2018, Palgrave Studies in the History of Economic Thought, Londres y Nueva York: Palgrave-Macmillan.
16. Mauro Baranzini 'Incertidumbre y tiempo en economía', en AA. VV, Balzan Papers I, 2018, Fondazione Internazionale Balzan, Florencia: Leo S. Olschki, 243–57.
17. Mauro Baranzini (con A. Mirante)) 'En la intersección de "Polity" y "Economics": The Palgrave Handbook of Political Economy, editado por Ivano Cardinale y Roberto Scazzieri', artículo de revisión, Economia & Lavoro, 53.2, (de próxima publicación)

### En italiano
18. Mauro Baranzini (con R. Scazzieri) Struttura e evoluzione delle economie industriali: i fatti e le interpretazioni, Lugano: Edizioni Pantarei, 1982, págs. 198.
19. Mauro Baranzini (con A. Cencini, eds) Contributi di analisi economica, Bellinzona: Casagrande, 1987, págs. 298.
20. Mauro Baranzini Corso di economia politica, Milán: CUSL, págs. Xvii + 559. (1ª ed. 1986; 4ª ed. 1988).
21. Mauro Baranzini (con G. Marangoni y S. Rossi) Macro e Microeconomia. Teoria ed Applicazioni, Padua: CEDAM, 2001 (I ed.), 2003 (II ed.) Págs. XVIII + 889.
22. Mauro Baranzini (con G. Tondini) Accumulazione, distribuzione e risparmio, Padua: CEDAM, 2003, págs. 536.
23. Mauro Baranzini y col. (eds) Analisi Economica e Società Civile, Padua: CEDAM, 2004, págs. 757.
24. Mauro Baranzini (con G. Marangoni, A. Mirante y S. Solari) Economia Macro, Padua: CEDAM, 2006, págs. 497.
25. Mauro Baranzini, Strategie patrimoniali e famigliari nella Svizzera italiana (1400-2000), I Volumen: Quadro concettuale e istituzionale (XV + 313 págs. ); II Volumen: Tre microstorie e Supplemento iconografico (XL + 566 pp. ), Roma: Edizioni di Storia e Letteratura, 2008.
26. Mauro Baranzini (A. Mirante) Economia Macro, Padua: CEDAM, 2013.
27. Mauro Baranzini 'L'Università della Svizzera italiana: da un sogno del 1588 alla sua realizzazione nel 1996', lectio magistrali, Milán: Istituto Lombardo, Accademia di Scienze e Lettere, 2017, 37-134.